# Pimampiro
Pimampiro ist eine Kleinstadt und die einzige Parroquia urbana („städtisches Kirchspiel“) im Kanton Pimampiro der ecuadorianischen Provinz Imbabura. Verwaltungssitz der Parroquia sowie des Kantons ist Pimampiro, auch als San Pedro de Pimampiro bekannt. Die Parroquia besitzt eine Fläche von 96,03 km². Die Einwohnerzahl lag im Jahr 2010 bei 9077. Davon wohnten 5138 Einwohner im Hauptort Pimampiro. Die Bevölkerung besteht überwiegend aus Indigenen und Mestizen. Die afroecuadorianische Bevölkerung der Parroquia konzentriert sich auf die Comunidad Chalguayacu im Nordwesten der Parroquia nahe El Juncal.

## Lage
Die Parroquia Pimampiro liegt in den Anden im Norden von Ecuador. Das Gebiet liegt in Höhen zwischen 1650 m und 3320 m. Die Flüsse Río Pisque, Río Mataquí und Río Chota durchqueren das Areal in nördlicher Richtung und entwässern es dabei. Der etwa 2150 m hoch gelegene Hauptort befindet sich 20 km ostnordöstlich der Provinzhauptstadt Ibarra. Eine etwa 9 km lange Straße verbindet Pimampiro mit El Juncal in der Parroquia Ambuquí, das im Chota-Tal an der Fernstraße E35 (Ibarra–Tulcán) liegt.
Die Parroquia Pimampiro grenzt im Norden und im Nordosten an die Provinz Carchi mit den Parroquias Los Andes und San Rafael (beide im Kanton Bolívar), im Osten an die Parroquia Chugá, im Süden an die Parroquias San Francisco de Sigsipamba und Mariano Acosta sowie im Westen an die Parroquia Ambuquí (Kanton Ibarra).

## Orte und Siedlungen
Die Parroquia ist in folgende Comunidades gegliedert:
- Buenos Aires
- Chalguayacu
- Colimburo
- El Alizal
- El Cebadal
- El Inca
- El Tejar
- La Armenia
- Los Àrboles
- Pueblo Nuevo de Yuquín
- Quinta Yuquín
- San Francisco de Paragachi
- San José de Aloburo
- San Juan
- Yuquín Alto
- Yuquín Bajo

Ferner gibt es folgende Barrios:
- El Mirador
- El Rosal
- Monserrat
- San Isidro
- San Pedro
- San Vicente
- Santa Cecilia
- Santa Clara
- Santa Lucía

## Geschichte
Die Parroquia Pimampiro wurde am 25. Juni 1824 gegründet. Am 21. Mai 1963 wurde dieser Status vom Concejo Municipal von Ibarra bestätigt. Am 26. Mai 1981 wurde der Kanton Pimampiro gegründet und Pimampiro wurde eine Parroquia urbana und Sitz der Kantonsverwaltung.